# John Horton Conway

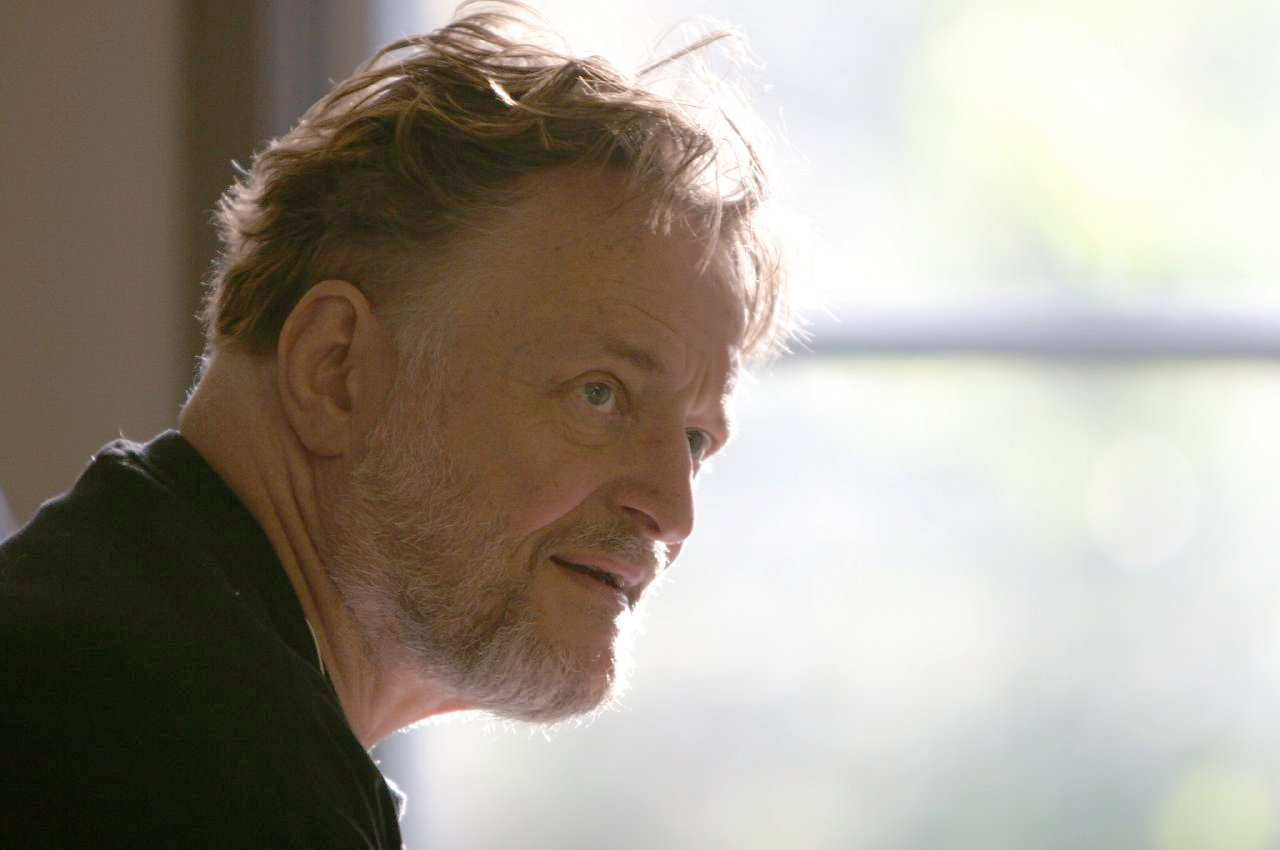
John Horton Conway 2005

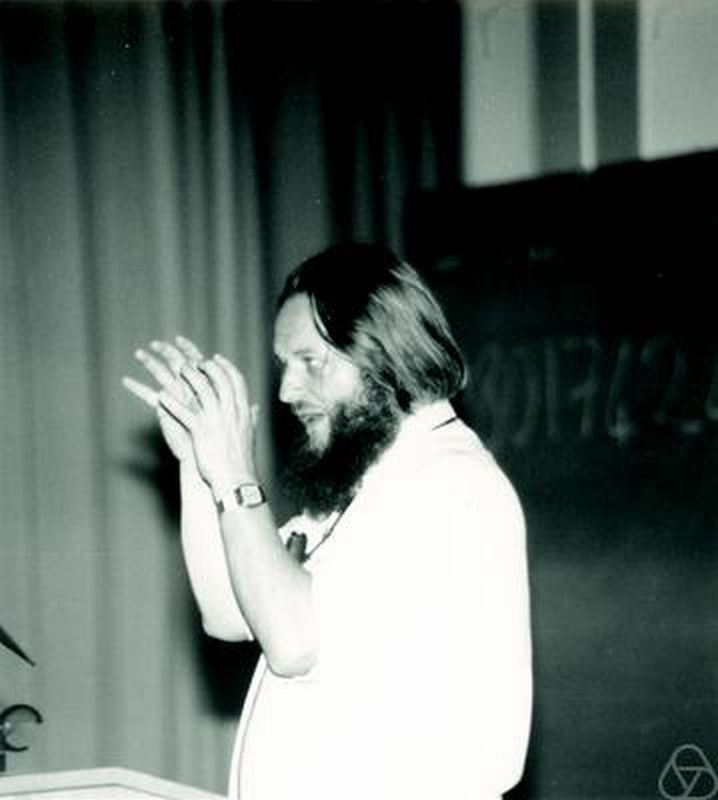
Conway auf der Jahrestagung der Deutschen Mathematiker-Vereinigung 1987 in Berlin

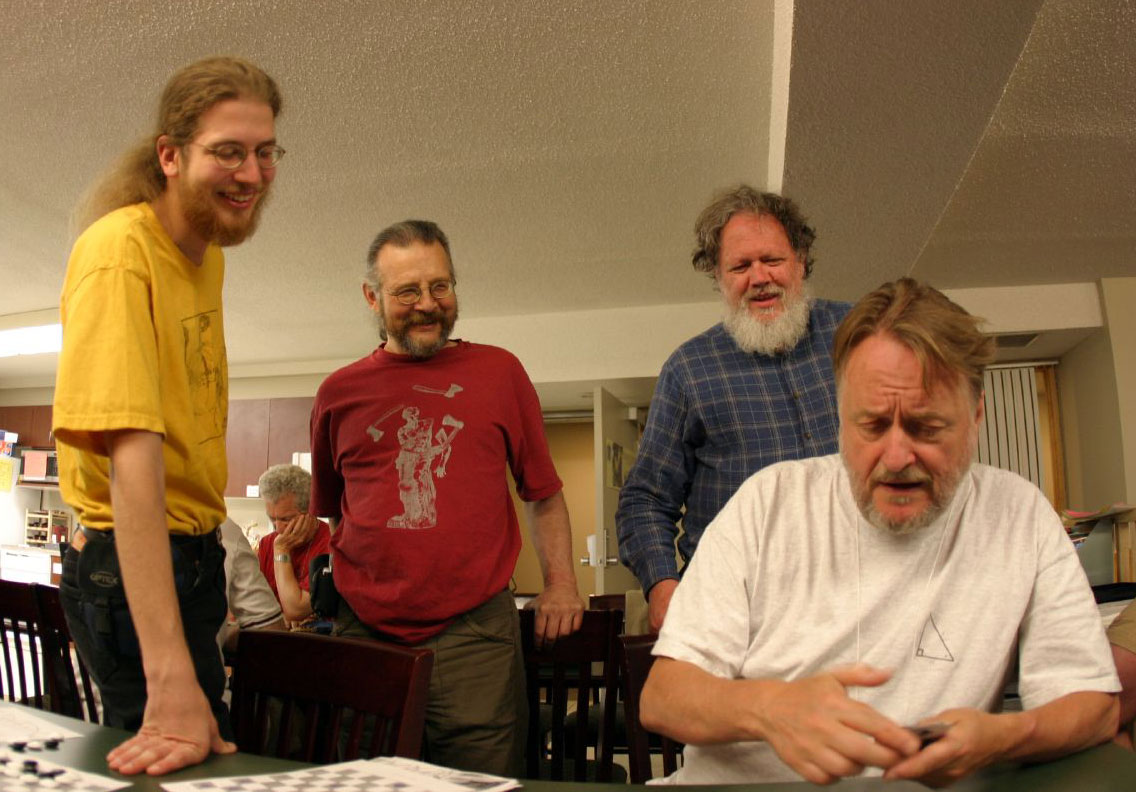
Conway (rechts) führt seinen Kollegen Erik Demaine, Martin Demaine und Bill Spight (von links) einen Kartentrick vor, Banff International Research Station 2005

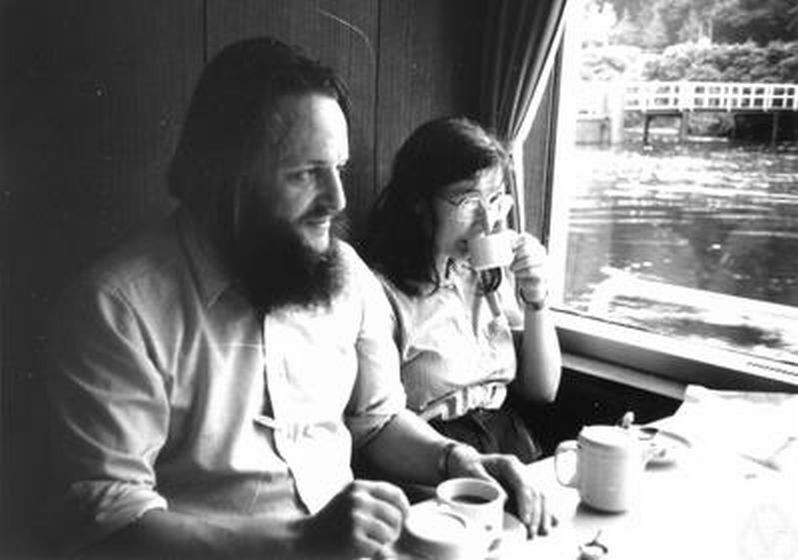
Conway (links) mit der Mathematikerin Larissa Queen

John Horton Conway (* 26. Dezember 1937 in Liverpool, Vereinigtes Königreich; † 11. April 2020 in New Brunswick, New Jersey, Vereinigte Staaten) war ein britischer Mathematiker.

## Leben
John Horton Conway interessierte sich schon als Kind für Mathematik und konnte mit vier Jahren nach den Erinnerungen seiner Mutter die Potenzen von 2 aufzählen. Er studierte Mathematik am Gonville and Caius College der Universität Cambridge und schloss 1959 sein Studium mit dem Bachelor ab. Danach forschte er unter Harold Davenport über additive Zahlentheorie, wobei er im Waringschen Problem {\displaystyle g(5)=37} bewies. Die Arbeit sollte eigentlich seine Dissertation werden, aber da Conway zu lange mit der Veröffentlichung zögerte, kam ihm Chen Jingrun, der den Satz gleichzeitig bewies, mit der Veröffentlichung zuvor. 1964 wurde Conway Fellow seines College und Lecturer. 1967 wurde er bei Davenport promoviert, allerdings mit einer Arbeit über Logik und Mengenlehre (Homogeneous ordered sets), womit er sich nach anfänglichen Forschungen in der Zahlentheorie eine Zeit lang beschäftigt hatte, bevor er sich noch in den 1960er Jahren der Gruppentheorie zuwandte. Mit der Veröffentlichung des Atlas of finite groups 1984 fand Conways Beschäftigung mit diesem Thema einen gewissen Abschluss. Danach wechselte er zur Geometrie, speziell zu Kugelpackungen, über die er mit Neil Sloane eine Monographie schrieb, die 1988 erschien. Conway blieb bis 1986 in Cambridge, bis er zum „John von Neumann Professor“ an die Princeton University berufen wurde. Nachdem er seit einem schweren Schlaganfall seine letzten zwei Jahre in einem Pflegeheim verbracht hatte, starb er 2020 in New Brunswick an den Folgen einer SARS-CoV-2-Infektion.
Er war dreimal verheiratet und hatte sieben Kinder. Die Coxeter-Biographin Siobhan Roberts verfasste seine Biographie, die unter dem Titel Genius at Play im August 2015 im Verlag Bloomsbury Publishing erschienen ist.

## Wirken
Conway war bekannt für seine Arbeiten zur kombinatorischen Spieltheorie, wozu er unter anderem die Bücher Über Zahlen und Spiele (Original: On Numbers and Games), Zahlenzauber (The Book of Number) und als Hauptwerk Gewinnen: Strategien für mathematische Spiele (Winning Ways for Your Mathematical Plays, zusammen mit Elwyn Berlekamp und Richard Kenneth Guy) veröffentlicht hat. Er kreierte zahlreiche mathematische Spiele, darunter das berühmte Game of Life und das Spiel Sprouts. Er entdeckte die surrealen Zahlen (so der Titel eines Buches, in dem Donald Knuth diese Arbeiten popularisierte), eine Zahldefinition in Analogie zum Dedekind-Schnitt, die auch Spiele und unendliche Kardinalzahlen umfasst.
Seine Theorie surrealer Zahlen entstand aus seinem Interesse für Nim-artige Spiele (Impartial Games), worüber er Ende der 1960er Jahre an einem Buch mit Berlekamp und Guy arbeitete, und auch privat spielte er in Cambridge zum Beispiel Go, auch wenn er nach eigenen Worten nicht sehr gut darin war. 1970 präsentierte er seine Auffassung von kombinatorischen Spielen als Zahlen am Caltech und veröffentlichte darüber 1972 ein Research Paper der University of Calgary (All numbers great and small). Er schrieb darüber sein Buch On numbers and games (1976), das er in einer Woche intensiver Arbeit im Wesentlichen fertigstellte, das aber auch zur vorübergehenden Verstimmung mit seinem Kollegen Berlekamp führte, der meinte, Conway habe damit Arbeit an ihrem gemeinsamen Buchprojekt mit Guy separat ohne Abstimmung veröffentlicht, und der mit rechtlichen Schritten drohte. Später befreundeten sie sich wieder, und Conway schrieb mit Berlekamp und Guy (der einer älteren Generation als Conway angehörte und den er ursprünglich über dessen Sohn Michael Guy, einen mit Conway befreundeten Mathematikerkollegen in Cambridge, kennenlernte) das Buch Winning Ways. Donald Knuth erfuhr von Conway anlässlich einer Konferenz von seiner Theorie und schrieb ebenfalls in einer Woche in einem Hotelzimmer in Norwegen das populärwissenschaftliche Buch On surreal numbers, in dem die Theorie erstmals einer größeren Öffentlichkeit präsentiert wurde.
Conway hat die „Unterhaltungsmathematik“ im weitesten Sinn um zahlreiche weitere originelle Beiträge bereichert. Beispielsweise hat er die Doomsday-Methode zur einfachen Berechnung des Wochentages, die nach ihm benannte Conway-Folge, eine „Primzahlmaschine“ (Formel, die alle Primzahlen und nur diese als Lösung hat) (siehe FRACTRAN), und die LUX-Methode zur Erzeugung magischer Quadrate. Von ihm stammt auch ein frühes Lösungsverfahren für den Zauberwürfel, das im Dezember 1980 in der deutschen Bild der Wissenschaft veröffentlicht wurde (siehe Details).
Conway entdeckte Ende der 1960er Jahre drei neue sporadische endliche einfache Gruppen, die nach ihm benannten Conwaygruppen, als er sich mit dem Leech-Gitter beschäftigte. Er vereinfachte auch die Konstruktion der letzten und größten gefundenen sporadischen Gruppe, des „Monsters“ (vom Entdecker aber lieber „friendly giant“ genannt). In einer berühmten Arbeit mit seinem Doktoranden Simon Norton vom Ende der 1970er Jahre wies er auf Zusammenhänge der (Dimensionen der irreduziblen) Darstellungen des Monsters mit den Entwicklungskoeffizienten der elliptischen Modulfunktion hin, nach dem Titel ihres Aufsatzes „monstrous moonshine“ genannt (sie folgten dabei einer Beobachtung von John McKay). Viele der vermuteten Zusammenhänge wurden später von Conways Doktorand Richard Borcherds bewiesen, der dafür die Fields-Medaille erhielt. Mit seiner Forschungsgruppe in Cambridge gab Conway den Atlas of Finite Groups heraus.
Mit Neil Sloane veröffentlichte er 1988 das monumentale Werk Sphere packings, lattices and groups in der Springer-Reihe Grundlehren der mathematischen Wissenschaften (3. Auflage, 1999), in der auch viele originäre eigene Forschungsbeiträge zur Theorie der Gitter und Kugelpackungen und damit zusammenhängend zur Codierungstheorie zusammengefasst sind.
Er beschäftigte sich auch mit transfiniten Zahlen, Automatentheorie, Knotentheorie, Polytopen, kristallographischen Raumgruppen und Parkettierungen.
Mit Richard Kenneth Guy veröffentlichte Conway das Book of numbers, in dem halbpopulär viele Ergebnisse der Zahlentheorie (und auch viele Spiele) diskutiert werden. Er schrieb auch Bücher über quadratische Formen (The sensual (quadratic) form) und Algebren (Quaternions and octonions).
Ein Beispiel für Probleme, für die er einen Preis aussetzte, ist die Konstruktion eines der von ihm Holyhedron genannten Polyeder (jede Seite hat mindestens ein Loch, die Ränder der Löcher dürfen keinen gemeinsamen Punkt haben und auch keinen mit den Rändern der Holyhedron-Seiten). Conway lobte 10.000 Dollar für eine Lösung aus, allerdings geteilt durch die Anzahl der Seiten des Holyhedrons. Die erste Lösung von Jade P. Vindon von 1999 hatte 78.585.627 Seiten und das Preisgeld war damit vernachlässigbar. 2003 fand der Computergraphiker Don Hatch ein Holyhedron mit 492 Seiten.
Nach seinen bedeutendsten Leistungen gefragt, hob er 2013 seine Entdeckung surrealer Zahlen hervor und seinen Beweis des Free Will Theorems in der Quantenmechanik mit Simon Kochen und weniger seine Arbeiten in Gruppentheorie, für die er vor allem bekannt war. Das Free Will Theorem wurde von Conway und Kochen 2004 bewiesen und besagt, dass, falls beim Experimentator Entscheidungsfreiheit (freier Wille, Möglichkeit nicht vorherbestimmten Verhaltens) vorhanden ist, dies (unter schwachen Voraussetzungen) in gewissem Sinne auch für alle Elementarteilchen gilt.

## Ehrungen
Conways Arbeit wurde mit zahlreichen mathematischen Auszeichnungen gewürdigt. 1987 erhielt er den Pólya-Preis der London Mathematical Society, deren Ehrenmitglied er seit 2015 war, 1971 den Berwick-Preis, 1998 den Nemmers-Preis für Mathematik und 2000 den Leroy P. Steele Prize der American Mathematical Society. 1981 wurde er Fellow der Royal Society, 1992 wurde er in die American Academy of Arts and Sciences gewählt. 1994 hielt er einen Plenarvortrag auf dem ICM in Zürich (mit dem Titel Sphere Packings, Lattices, Codes and Greed). Er war Invited Speaker auf dem ICM 1978 in Helsinki (Arithmetical operations on transfinite numbers) und 1970 in Nizza (The subgroup structure of the exceptional simple groups).
2021 erhielt er den Lester Randolph Ford Award für seinen Aufsatz mit S. M. Paterson (und zusätzlicher Autorenangabe Moscow (U.S.S.R.), da zuerst 1966 von beiden während des Internationalen Mathematikerkongresses in London entwickelt) A Headache-Causing Problem (American Mathematical Monthly, Band 127, Heft 4, 2020, S. 291–296) über eine Paradoxie. Der Aufsatz erschien zuerst 1977 in einer privat publizierten Festschrift für Hendrik Lenstra.

## Sonstiges
Da er 1979 mit Paul Erdős (und Hallard T. Croft sowie Michael J. T. Guy) die Arbeit On the distribution of values of angles determined by coplanar points veröffentlichte, hat er die Erdős-Zahl 1.

## Schriften
Monographien
- On regular algebra and finite machines. Chapman and Hall, London 1971.
- Über Zahlen und Spiele. Vieweg Verlag, 1983 (Original On numbers and games. Academic Press 1976).
- Mit Elwyn Berlekamp, Richard Guy: Gewinnen – Strategien für mathematische Spiele. Vieweg Verlag, 1985/1986 in mehreren Bänden (engl. Original Winning ways for your mathematical plays. 4 Bände. 2001, zuerst 1982, Academic Press (in zwei Bänden)).
- Mit Richard Guy: Zahlenzauber – von natürlichen, imaginären und sonstigen Zahlen. Birkhäuser Verlag, 1997, ISBN 978-3-0348-6085-7 (engl. Original The book of numbers. New York 1996).
- Mit Derek Smith: On quaternions and octonions – their geometry, arithmetic and symmetry. Peters Verlag, 2003.
- Mit Neil Sloane: Sphere packings, lattices and groups. Springer Verlag (Grundlehren der mathematischen Wissenschaften), 3. Auflage. 1999, ISBN 0-387-98585-9 (mit Beiträgen von E. Bannai, J. Leech, S. P. Norton, Andrew Odlyzko, R. A. Parker, L. Queen, B. B. Venkov).
- Mit Francis Y. C. Fung: The (sensual) quadratic form (= Carus Mathematical Monographs. 26). Mathematical Association of America, 1997.
- Mit Robert Turner Curtis, Simon Norton, Richard A. Parker, Robert Arnott Wilson: Atlas of Finite Groups, Maximal Subgroups and Ordinary Characters for Simple Groups. Oxford University Press, 1985, ISBN 0-19-853199-0.
- Mit Heidi Burgiel, Chaim Goodman-Strauss: The Symmetries of Things. A. K. Peters Verlag, 2008, ISBN 978-1-56881-220-5.[17]

Aufsätze
- All games bright and beautiful. In: The American Mathematical Monthly. Band 84, Juni/Juli 1977, S. 417–434. (University of Calgary Research Paper 1975).
- A simple construction for the Fischer-Griess monster group. In: Inventiones Mathematicae. Band 79, 1985, S. 513–540. doi:10.1007/BF01388521 (online).
- Mit N. J. A. Sloane: The antipode construction of sphere packings. In: Inventiones Mathematicae. Band 123, 1996, S. 309–313. doi:10.1007/s002220050028, arxiv:math.CO/0207182.
- Mit Jeffrey Lagarias: Tiling with polyominoes and combinatorial group theory. In: Journal of Combinatorial Theory. Series A, Band 53, 1990, S. 183.
- Mit Olaf Delgado Friedrichs, Daniel Huson, William Thurston: On three dimensional space groups. In: Contributions to Algebra and Geometry. Band 42, 2001, S. 475–507.
- The Angel problem. In: Richard Nowakowski (Hrsg.): Games of no chance. MSRI Workshop, 1994.
- Mit R. H. Hardin, Neil Sloane: Packing Lines, Planes etc. Packings in Grassmannian Space. In: Experimental Mathematics. Band 5, 1996, S. 139–159.
- Monsters and Moonshine. In: The Mathematical Intelligencer. 1980, Nr. 2, S. 165–171.
- Mit S. P. Norton: Monstrous Moonshine. In: Bulletin of the London Mathematical Society. Band 11, 1979, S. 308–339.
- A gamut of game theories. In: Mathematics Magazine. Band 51, 1978, S. 5–12.
- Three lectures on exceptional groups. In: M. B. Powell, G. Higman (Hrsg.): Finite simple groups. Academic Press 1971, S. 215–247.
- A characterization of Leech’s lattice. In: Inventiones Mathematicae. Band 7, 1969, S. 137–142.
- A perfect group of order 8.315.553.613.086.720.000 and the sporadic simple groups. In: Proc. Nat. Acad. Sci. Band 61, 1968, S. 398–400.